# Szavak a falakon
A Szavak a falakon (eredeti cím: Words on Bathroom Walls) 2020-ban bemutatott amerikai romantikus filmdráma, amelyet Thor Freudenthal rendezett és Nick Naveda írt, Julia Walton Words on Bathroom Walls – Szavak a falakon című regénye alapján. A főbb szerepekben Charlie Plummer, Andy García, Taylor Russell, AnnaSophia Robb, Beth Grant, Molly Parker és Walton Goggins látható.
A film 2020. augusztus 21-én jelent meg a Roadside Attractions forgalmazásában. Magyarországon 2021. november 28-án jelent meg az HBO Gon. Általánosságban pozitív véleményeket kapott a kritikusoktól.

## Cselekmény
Adam Petrazelli középiskolába jár, próbál normális életet élni a gyakran kontrollálhatatlan érzelmei ellenére. Miután egy nap pszichotikus kitörés következtében véletlenül megégeti egy osztálytársa karját, Adamet kicsapják az iskolából. Őt és édesanyját teljesen megviseli, amikor skizofréniát diagnosztizálnak nála. Adam veszélyben látja álmát, hogy szakácsiskolába járjon. Aggódva fia jövőjéért, az anya megszervezi Adam számára egy katolikus magániskolában az utolsó évfolyamra való jelentkezést. Az új iskolában találkozik Mayával, akinek makacs, de elbűvölő személyisége azonnal megtetszik. Maya barátsága és egy új kísérleti gyógyszer kipróbálása révén a fiú abban bízik, képes lesz úgy befejezni az évet, hogy senki sem ismeri fel mentális betegségét.

## Szereplők
| Szerep           | Színész           | Magyar hang           |
| ---------------- | ----------------- | --------------------- |
| Adam Petrazelli  | Charlie Plummer   | Kenéz Ágoston         |
| Maya Arnez       | Taylor Russell    | Nagy Katica           |
| Patrick atya     | Andy García       | Bede-Fazekas Szabolcs |
| Rebecca          | AnnaSophia Robb   | Gyöngy Zsuzsa         |
| Catherine nővér  | Beth Grant        | Hűvösvölgyi Ildikó    |
| Joaquin          | Devon Bostick     | Nikas Dániel          |
| testőr           | Lobo Sebastian    | Janicsek Péter        |
| Beth Petrazelli  | Molly Parker      | Tóth Ildikó           |
| Paul             | Walton Goggins    | Stohl András          |
| Todd             | Aaron Dominguez   | Bogdán Gergő          |
| Ted              | Drew Scheid       |                       |
| Manuel           | Reinaldo Faberlle |                       |
| szacharinos lány | Ellie Dusek       |                       |

## A film készítése
2018 februárjában jelentették be, hogy Thor Freudenthal lesz a film rendezője, a forgatókönyvet Nick Naveda írta Julia Walton azonos című regénye alapján, a gyártásért pedig az LD Entertainment felel. Freudenthal elolvasta és élvezte a regényt. Úgy érezte, hogy a filmadaptáció „lehetőséget adna a skizofréniával járó mentális betegség egészen másfajta ábrázolására. Egy olyan személyt hozhatnánk létre a vásznon, aki nem egy őrült zseni és nem is egy erőszakos bűnöző, [hanem] akit sokan akár úgy is láthatnának önmagukban, ahogy én láttam, amikor a könyvet olvastam. Tetszett, hogy volt egyfajta gyengéd, együttérző, vicces hangnem, ahol Adam néhány igazán kemény kérdéshez önironikus humorral nyúl, ami tényleg egyfajta fegyverként működik a fájdalma ellen.”
2018 márciusában Charlie Plummer és Taylor Russell kapta meg a főszerepet. 2018 áprilisában Andy García, Molly Parker, Walton Goggins, AnnaSophia Robb és Devon Bostick csatlakozott a szereplőgárdához. Andrew Hollander és a The Chainsmokers szerezte a film zenéjét, ez az első alkalom, hogy a zenekar filmzenét szerzett. Az előzetesben a The Chainsmokers 2019-es „Push My Luck” című kislemeze hallható.
A forgatás 2018 májusában kezdődött. A filmet az észak-karolinai Wilmingtonban forgatták.

## Bemutató
2020 júniusában a Roadside Attractions megvásárolta a film forgalmazási jogait, és 2020. augusztus 7-re tűzte ki a bemutatót. A megjelenési dátumot egy héttel előbbre hozták, és 2020. július 31-re tervezték. A film hivatalos honlapjáról később eltávolították a megjelenési dátumot, helyette a „nyáron a mozikban” szerepelt. 2020. július 15-én jelent meg az előzetes, a film pedig 2020. augusztus 21-én került a mozikba.